# عروير (موآب)

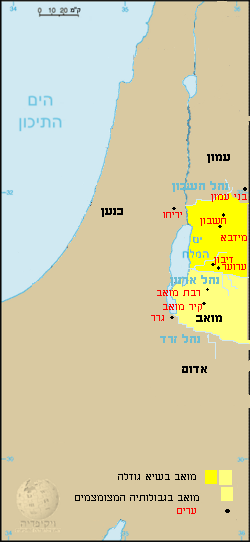

عروير (بالعبرية: עֲרוֹעֵר، עֲרֹעֵר) هي مدينة الكتاب المقدس على الضفة الشمالية لنهر أرنون إلى الشرق من البحر الميت، في الوقت الحاضر الأردن. كانت البلدة مستوطنة موابية قديمة، وهي مذكورة في الكتاب المقدس.

## الموقع
اقترح هنري بيكر تريسترام أن "أرور، التي تقع على حافة وادي أرنون"، هي مكان عرعر الحديث على الضفة الشمالية لوادي أرنون، على بعد حوالي 11 ميلاً (18 كم) من مقدمة النهر. كانت المدينة لا تزال قائمة في زمن يوسابيوس. عادةً ما يتم وصف هذا المكان بحالته، من أجل تمييزه عن المواقع الأخرى التي تحمل الاسم نفسه.

### يذكر الكتاب المقدس
يبدو أولاً أنه قد تم القبض عليه من موآب من قبل الملك الأموري سيهون. بعد الهجوم الإسرائيلي على الأموريين، تم تخصيصها كجزء من أراضي سبط رأوبين، التي ميزت حدودها الجنوبية. هذه هي المدينة المذكورة في عدد 32:34، مع المدن الجنوبية، التي تم بناؤها من قبل سبط جاد قبل المخصصات القبلية لإسرائيل. عندما استولى حزائيل من عرام دمشق على أراضي شرق الأردن من مملكة إسرائيل، أصبحت أروع حدودها الجنوبية. من الواضح من إرميا 48:19 أن الموآبيين استردوها في النهاية من إسرائيل.